# Antonio Pérez (Staatsmann)

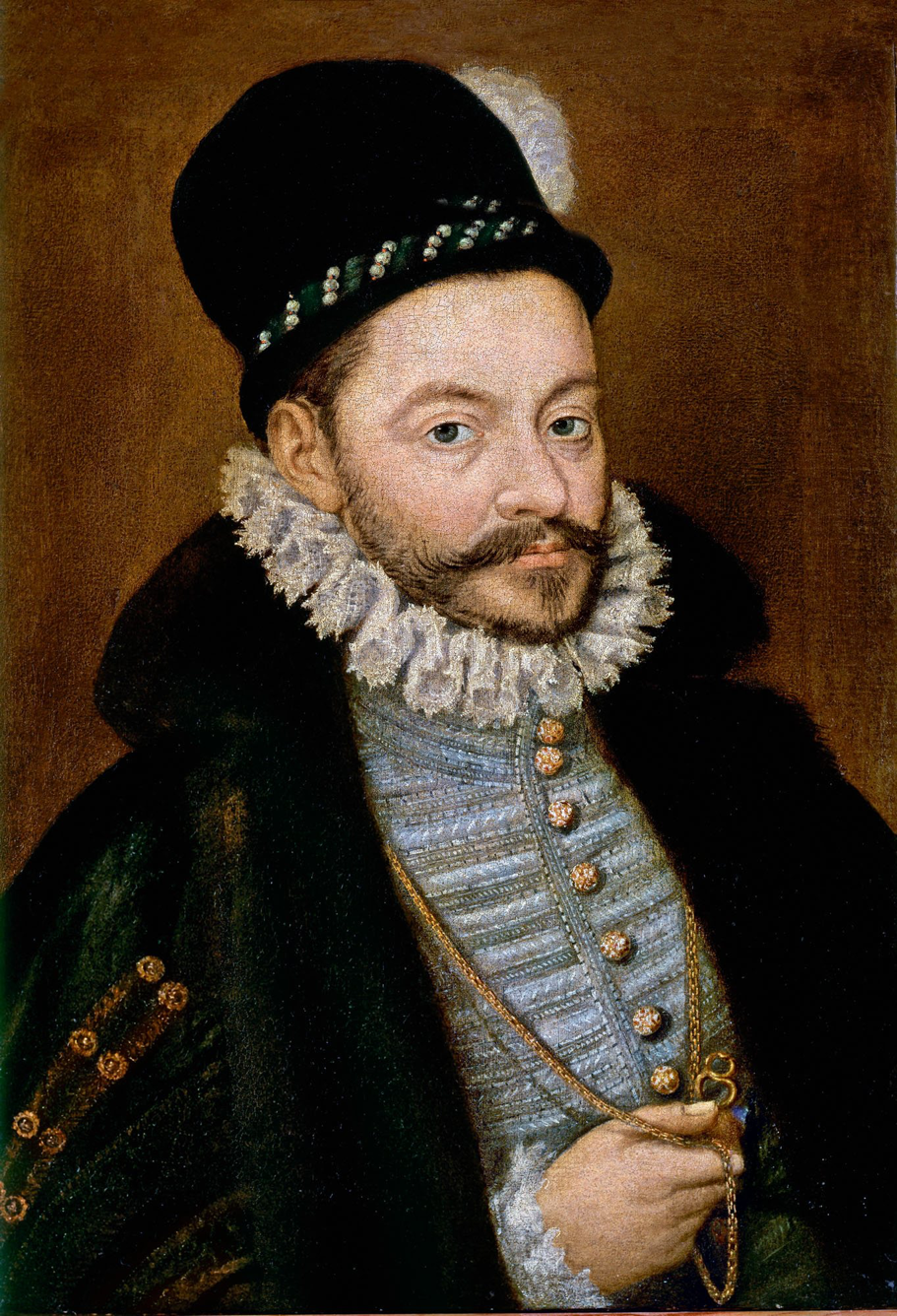
Antonio Pérez (c.1570), von Alonso Sánchez Coello. Hospital de Tavera, Toledo.

Antonio Pérez (* um 1540, vielleicht in Madrid; † 3. November 1611 in Paris) war ein spanischer Staatsmann. 
Er übte seit 1567 das Amt eines Staatssekretärs König Philipps II. aus und hatte in dieser Stellung großen Einfluss. Im Gegensatz zum Herzog von Alba und zu Juan de Austria vertrat er eine Friedenspolitik. Wegen seiner Verwicklung in die Ermordung Juans de Escobedo, des Sekretärs Juans de Austria (1578), fiel er in Ungnade und musste sich einem jahrelangen Prozess stellen. 1590 entkam er nach Aragonien, woraufhin Philipp II. ihn durch die spanische Inquisition anklagen ließ. Nach seiner Befreiung durch einen Volkstumult Ende 1591 floh er nach Frankreich, wo er ebenso wie zeitweise in England im Exil lebte und gegen Philipp II. intrigierte. Nach dem Friedensschluss Philipps II. mit Frankreich 1598 wurde Pérez von den ausländischen Mächten fallengelassen und starb 1611, in Vergessenheit geraten, in Paris.

## Leben

### Herkunft und frühes Leben
Antonio Pérez war wohl ein unehelicher Sohn des Klerikers Gonzalo Pérez und der Juana Escobar y Tobar. Gonzalo Pérez bekleidete den Posten eines Sekretärs Kaiser Karls V. und König Philipps II. und verfasste eine spanische Übersetzung von Homers Odyssee (La Ulyxea de Homero, Antwerpen 1556). Am 4. April 1542 wurde Antonio Pérez durch ein in Valladolid ausgestelltes kaiserliches Diplom als Sohn von Gonzalo Pérez legitimiert. Es lief aber auch das Gerücht um, dass er in Wirklichkeit ein Sohn von Philipps Minister Ruy Gómez de Silva, Fürst von Eboli, sei.
Seine Jugend verbrachte Antonio Pérez im Dorf Val de Concha nahe Pastrana in der Provinz Guadalajara, das zu den Ländereien des Fürsten von Eboli gehörte. Gonzalo Pérez ließ ihn an der Universität Alcalá, dann an renommierten ausländischen Hochschulen in Löwen, Venedig sowie Padua und schließlich wieder in Spanien an der Universität Salamanca studieren.

### Staatssekretär Philipps II.; Verwicklung in die Ermordung Escobedos

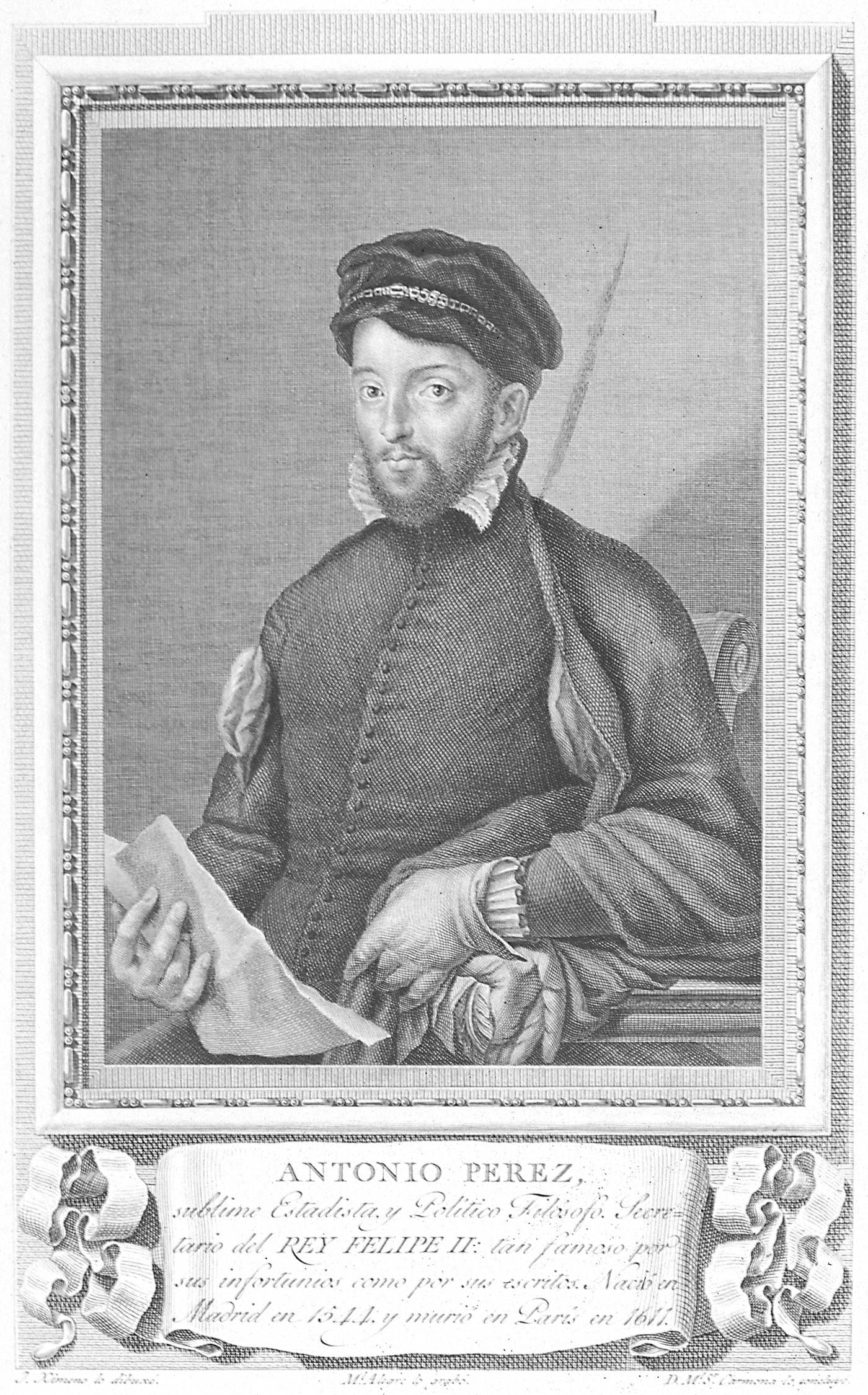
Antonio Pérez im Stich von 1791, Spanische Nationalbibliothek, Madrid

Anschließend wurde Antonio Pérez von seinem Vater in die Handhabung von Regierungsgeschäften eingeführt und gehörte der Partei des Fürsten von Eboli an, die dem Herzog von Alba feindlich gesinnt war und eine Friedenspolitik gegenüber Nachbarländern und Versöhnung mit aufständischen Untertanen verfolgte. Nach dem Tod von Gonzalo Pérez im April 1566 wurde Antonio Pérez interimistischer Staatssekretär, erhielt seine offizielle Ernennung zum Staatssekretär aber erst am 17. Juli 1567. Da König Philipp II. dieses vormals von Gonzalo Pérez bekleidete Staatsamt nun auf Antonio Pérez und Gabriel de Zayas aufteilte, war Ersterer als Staatssekretär nur für Italien zuständig, wobei er u. a. für die Abwicklung der Korrespondenz mit dem Kirchenstaat zuständig war. Gabriel de Zayas, der zur Partei des Herzogs von Alba zählte, wurde Staatssekretär für den Norden und erledigte u. a. die Korrespondenz mit den nördlich der Pyrenäen und Alpen gelegenen Staaten. Am 3. Januar 1568 heiratete Pérez nicht ohne äußeren Druck Juana Coello, mit der er mehrere Kinder hatte.
Trotz dieser anfänglichen Schwierigkeiten erlangte Pérez durch seine außerordentliche Geschäftsgewandtheit und gewinnende Art bei Philipp II. bedeutenden Einfluss. Nach dem Tod des Fürsten von Eboli (1573) übernahm er die Führung von dessen Partei. Unter den spanischen Granden hatte er zahlreiche Feinde. Er war aber enger mit einem anderen königlichen Sekretär, Juan de Escobedo, verbunden, den er protegierte. Als sich der ehrgeizige Halbbruder Philipps II., Don Juan de Austria, nach seiner Eroberung von Tunis (1573) bemühte, König dieser Stadt zu werden, riet Pérez dem spanischen König, Escobedo zum Sekretär Don Juans zu bestimmen. Escobedo sollte als Spion fungieren und Pérez Informationen über Don Juans Aktivitäten zuspielen. Philipp II. stimmte Perez’ Plan zu. Allerdings ließ sich Escobedo von Don Juan gewinnen und stand fortan loyal an dessen Seite. Indessen konnte sich Pérez Einblicke in Don Juans Absichten durch die Kontrolle von dessen Briefwechsel verschaffen. Auch nach dem Abgang des Prinzen in die Niederlande, wo er ab 1576 die Funktion des Generalstatthalters versah, lief seine Korrespondenz weiterhin über Pérez.
Don Juan plante, in das von Königin Elisabeth I. regierte England einzufallen, die dort gefangen gehaltene schottische Königin Maria Stuart zu befreien und zu heiraten und mit ihr den englischen Thron zu besteigen. Pérez beanstandete unterdessen weiterhin Don Juans Verhalten und untergrub dadurch das Vertrauen des spanischen Königs in seinen Halbbruder. Escobedo, der 1577 im Auftrag Don Juans zwecks Darlegung von dessen Kriegspolitik nach Madrid gereist war, ergriff die Gegeninitiative und machte Philipp II. darauf aufmerksam, dass Pérez bei Geschäften des Königs mit Genueser Bankiers in die eigenen Taschen gewirtschaftet, auch mit der verwitweten Fürstin von Eboli heimlich öffentliche Ämter und Staatsgeheimnisse verkauft habe. Pérez stellte daraufhin Don Juan als illoyal dar; dieser gefährde wegen seines großen Ehrgeizes selbst Philipps königliche Machtstellung. Escobedo aber stifte Don Juan zu seinen Plänen an und sei daher zu beseitigen. Philipp II. dürfte sich von Pérez überzeugen haben lassen, dass Escobedo eine Bedrohung darstelle, und wahrscheinlich stimmte er dessen Ermordung zu, da Escobedo bei einem Gerichtsverfahren eventuell unangenehme Dinge hätte preisgeben können. Nach mehreren erfolglosen Vergiftungsversuchen wurde Escobedo am 31. März 1578 von mehreren Attentätern in Madrid erdolcht, und sofort herrschte allgemein die Ansicht vor, dass Pérez hinter dieser Tat stand. Bloßes Hofgerücht ist aber wohl Pérez angebliches Liebesverhältnis zur Fürstin von Eboli, das Escobedo zu enthüllen drohte, so dass Pérez mit dessen Ermordung zugleich einen Akt persönlicher Rache geübt habe. Am 1. Oktober 1578 starb Don Juan nur 31-jährig nahe Namur vermutlich an Typhus.

### Haft und Prozesse

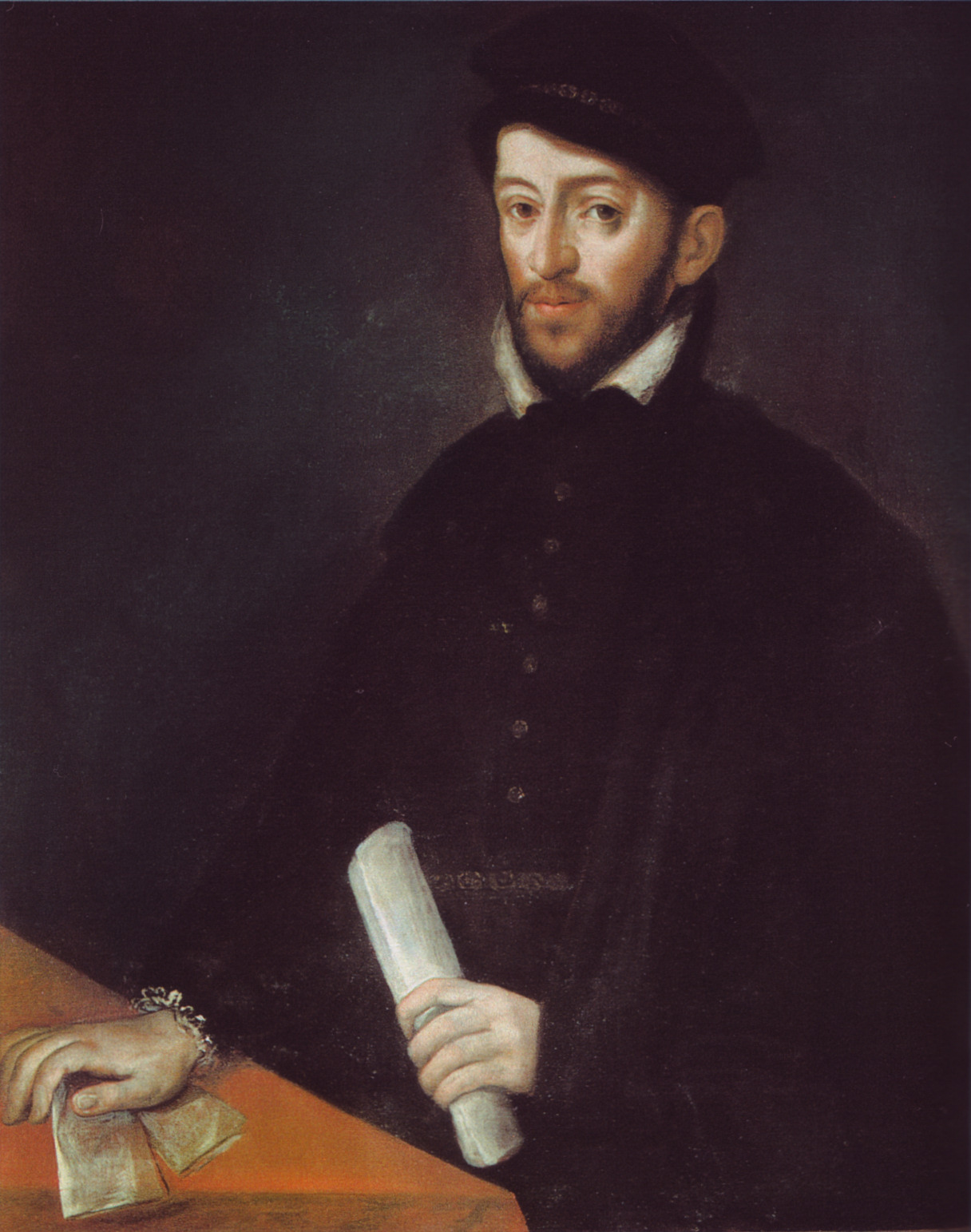
Porträt Antonio Pérez’ von Antonio Ponz, Kloster El Escorial

Nach dem Ableben Escobedos genoss Pérez bei Philipp II. noch größeren Einfluss. Anscheinend missbrauchte er aber diese große Vertrauensstellung zu seinem persönlichen Vorteil. Hatte er dies schon zuvor bei Geldtransaktionen und Verkauf von Staatsgeheimnissen getan, nutzte er nun die ungeklärte portugiesische Thronfolge aus, die nach dem missglückten Feldzug König Sebastians gegen Marokko und dessen Tod in der Schlacht von Alcácer-Quibir (4. August 1578) eingetreten war. Die Fürstin von Eboli betrieb nämlich die Vermählung ihrer jüngsten Tochter mit dem zehnjährigen Theodosius, Herzog von Barçelos, der ebenso wie Philipp II. Ansprüche auf den portugiesischen Thron erheben konnte, aber König Sebastian auf dessen gescheiterten letzten Feldzug begleitet hatte und in die Gefangenschaft des marokkanischen Sultans geraten war. Letzterer bediente sich des jungen Gefangenen als Faustpfand bei den Unterhandlungen mit dem spanischen König, und Pérez teilte der Fürstin von Eboli Philipps dabei gewählte Strategien mit.
Als Philipp II. Anfang 1579 erstmals Don Juans Privatkorrespondenz vollständig lesen konnte, stellte er fest, dass sein Halbbruder ihm stets loyal geblieben war und sich Pérez’ Beschuldigungen als haltlos erwiesen. Offenbar hatte der Staatssekretär ihm nur aus eigennützigen Motiven Misstrauen gegen Don Juan einflössen wollen. So entschloss sich der König, Pérez in Bälde arretieren zu lassen und einstweilen Mateo Vázquez de Leca mit der Untersuchung über Pérez’ Amtsführung zu beauftragen. Kardinal Granvelle wurde aus Rom herbeigerufen und sollte anstelle von Pérez die Außenpolitik leiten. Vázquez sammelte Beweise für Perez’ Unterschlagungen sowie Verkauf von Staatsgeheimnissen und setzte sich mit Escobedos Familie in Verbindung, die Pérez längst als Mörder bezeichnet und bereits einen Prozess gegen ihn angestrengt hatte. Erst nach Granvelles Ankunft in Madrid befahl Philipp II. am 28. Juli 1579 die Festnahme von Pérez und der Fürstin von Eboli.
Pérez verlor nun seine Ämter und wurde verhört. Da Philipp II. aber wohl ebenfalls in Escobedos Ermordung verwickelt war, suchte er zu großes Aufsehen in diesem Fall zu vermeiden. Pérez durfte wieder in seinem Heim leben, wenn auch unter Hausarrest, hatte relativ viel Freiraum und erledigte sogar wieder einige sein Staatssekretariat betreffende Korrespondenzen. Erst 1584 wurde gegen Pérez ein Prozess eingeleitet, in dem seine frühere Amtsführung als Staatssekretär gründlich durchleuchtet wurde und in dem Rodrigo Vázquez de Arce, ein Mitglied des kastilischen Rats und Gegner von Pérez, als Richter wirkte. Unter anderem wurde Pérez dabei wegen der willkürlichen Änderung des Inhalts von chiffrierten, für den spanischen König bestimmten Briefen sowie der Annahme von Bestechungsgeldern angeklagt; so habe er vom toskanischen Herzog wegen des Lehens Siena 10.000 Dukaten erhalten. Um sich der Verhaftung zu entziehen, sprang er am 31. Januar 1585 aus dem Fenster und gelangte in die Pfarrkirche San Justo, in der er Schutz vor der Strafverfolgung suchte. Doch ohne sich um das Kirchenasyl zu kümmern, wurde Pérez ergriffen, in die Feste Turégano nahe Segovia gebracht und dort eingesperrt. Am folgenden 2. März erfuhr er das gegen ihn ausgesprochene Urteil, laut dem er eine Geldstrafe zu zahlen hatte und zehn Jahre keine öffentlichen Ämter bekleiden durfte. Von dieser Zeitspanne sollte er zwei Jahre als Staatsgefangener auf einer Festung und die anderen acht in Verbannung vom Hof zubringen.

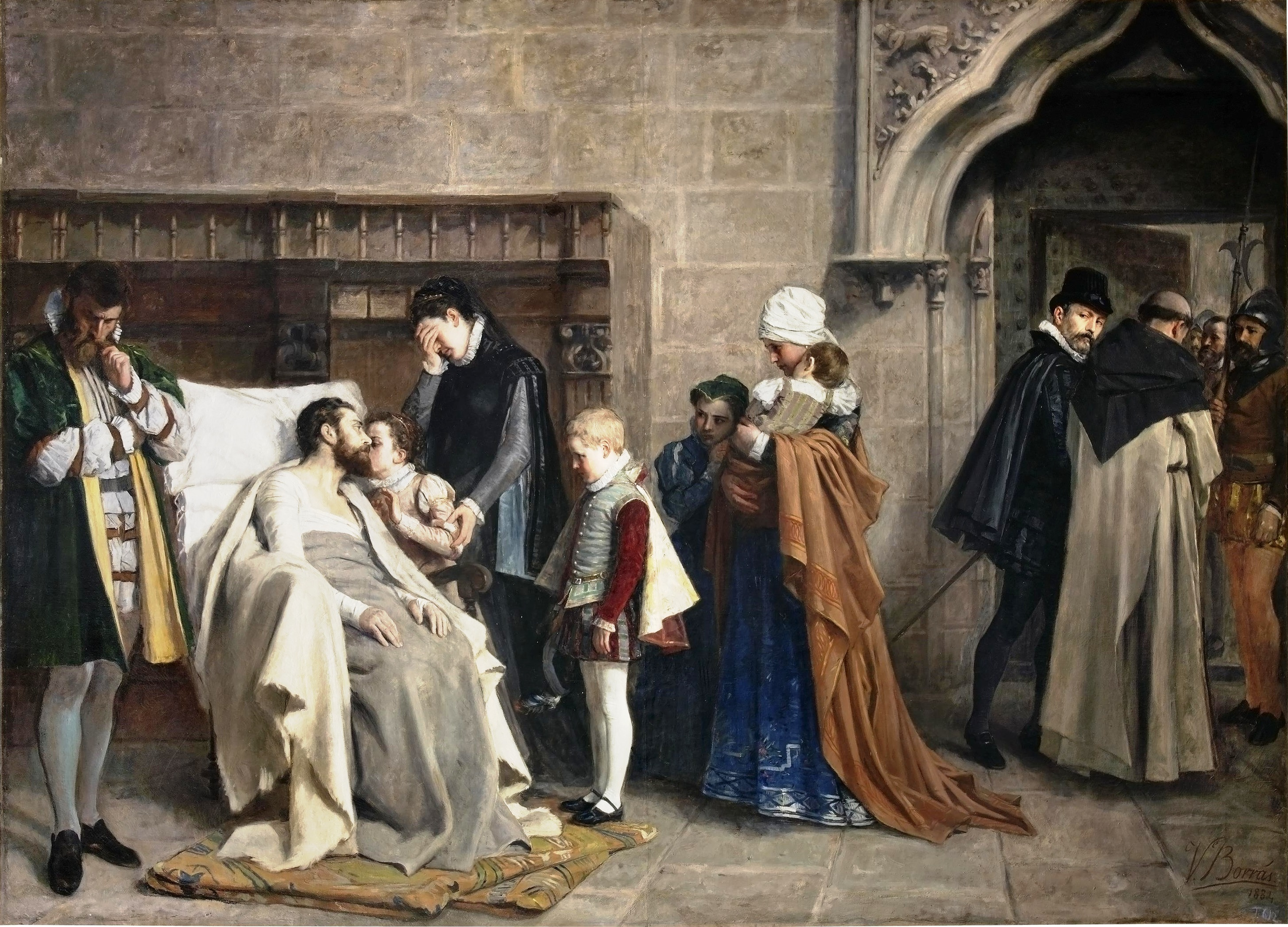
Antonio Pérez empfängt seine Familie nach der Folter (Prado-Museum), Madrid.

Nach einem gescheiterten Befreiungsversuch durch seine Anhänger wurde Pérez drei Monate lang auf Befehl des Burghauptmanns von Turégano, Torres de Avila, in Ketten gelegt und streng gefangen gehalten. Sein Besitz wurde beschlagnahmt und seine Gattin und Kinder mussten in Madrid in Haft leben. Die Wachen durften sein Haus nach Staatspapieren durchsuchen. Allerdings erhielt Philipp II. nicht alle von ihm gewünschten, darunter möglicherweise ihn belastenden Papiere. So schrieb Pérez zwar seiner Gemahlin, sie solle die dem König am Herzen liegenden Schriften an den Grafen von Barajas aushändigen, und es war deren auch zwei Kisten voll, wohl aus der Kabinettsregistratur, doch waren vorher aus dieser, nach Meinung des Schreibers, die den König am meisten beunruhigenden Papiere entfernt worden. Philipp II. suchte daraufhin durch abwechselnd mildere und strengere Behandlung von Pérez zu erreichen, dass dieser ihm weitere Urkunden übergab. Er ließ beispielsweise 1586 nach seiner Rückkehr nach Madrid seinen früheren Sekretär ebendahin bringen, wo Pérez mildere Haftbedingungen erhielt. 1587 betrieb Escobedos Sohn die Aufnahme einer Anklage von Pérez wegen Mordes an seinem Vater. Pérez und Philipps Beichtvater konnten ihn schließlich dazu bewegen, gegen Zahlung einer beträchtlichen Geldsumme von der Klage Abstand zu nehmen. So hatte der König keine eventuellen Peinlichkeiten vor Gericht zu befürchten.
Philipp II. beschloss jedoch Anfang 1590, einige Zeit nach der Niederlage der Armada bei deren gescheiterter Invasion Englands 1588, Pérez zur Ablegung eines vollen Geständnisses und zur Darlegung der Motive für den Mord an Escobedo zu zwingen. Der Angeklagte wurde der peinlichen Befragung mit Anwendung der Folter unterworfen. Die Verfahrensführung wurde wieder Rodrigo Vázquez anvertraut, der aber nur ein vages Geständnis von Pérez erreichte. Dieser behauptete nun, Escobedo habe Don Juan intensiv zu dessen Streben nach einer Königskrone ermuntert. Er, Pérez, sei nur aus Sorge um die Monarchie zu drastischen Maßnahmen gedrängt worden. Auch habe nicht er, sondern der mittlerweile verstorbene Pedro Fajardo y Córdoba, 3. Marquis von los Vélez, als Erster für die Durchführung des Attentats auf Escobedo plädiert. Der König misstraute Pérez’ Darstellung, da sie durch keine Beweise gestützt wurde und teilweise anhand der Papiere Don Juans widerlegbar war. Daher kam Philipp II. zur Überzeugung, dass sein ehemaliger Sekretär die Ermordung Escobedos eigenmächtig, ohne ausreichende Beweise und ohne explizite königliche Direktive, in Auftrag gegeben hatte.

### Flucht; Aufenthalt in Aragonien
Als Pérez merkte, dass ihm nun ernstliche Gefahr drohte, beschloss er, sich nach Aragonien abzusetzen, einem autonomen Königreich, dessen besondere Gerichtsverfassung ihn gegen jeden Akt der Kabinettsjustiz sicherte. Dort konnte er für sich das Recht eines Untertans von Aragonien beanspruchen (seine Familie stammte nämlich aus der aragonischen Gemeinde Monreal de Ariza) und sich auf den Fuero de la Manifestación berufen, wonach sein Prozess gemäß den lokalen Gesetzen vor einem öffentlichen Gericht der Justicia de Aragón verhandelt zu werden hatte. So war er davor gefeit, sich in aller Stille vor einem kastilischen Gericht verantworten zu müssen.
Nicht ohne Schwierigkeiten erhielt Pérez zunächst die Erlaubnis, seine hochschwangere Gattin zu sehen, und entwarf mit ihr den Fluchtplan. Am Abend des 19. April 1590 vermochte er dann auch aus seinem Madrider Gefängnis zu entweichen, indem er sich von seiner Gemahlin übergebene Frauenkleider anzog und in dieser Verkleidung ungehindert den Kerker verließ. Draußen erwarteten ihn mit Postpferden zwei Verwandte, der Fähnrich Gil González und Gil de Mesa, mit denen er die Strecke bis zur Grenze von Aragonien trotz seines aufgrund der Folter angeschlagenen Gesundheitszustandes in einem Zug zurücklegte. Zur Erschwerung einer allfälligen Verfolgung nahm eine Weile später der Genueser Maggiorini, ein Freund des Flüchtigen, ebenfalls die Post; er wählte die gleiche Route wie Pérez und suchte die Pferde möglichst zu ermüden. Pérez kam auch zugute, dass seine Flucht erst spät ruchbar und daher auch der Befehl zu seiner Verfolgung verspätet erteilt wurde. Nach Überschreiten der aragonischen Grenze machte er mit seinen Begleitern kurzzeitig im 182 km von Madrid entfernten Kloster Santa María de Huerta Halt, wo er von Freunden frische Pferde erhielt. Er zog weiter nach Bubierca, wandte sich dann aber, um den Nachstellungen des Herrn von Ariza zu entgehen, nach Calatayud. Nachdem er dort zehn Stunden geruht hatte, traf aus Madrid die Nachricht von der Inhaftierung seiner Frau und Kinder sowie der Befehl ein, ihn festzunehmen und tot oder lebendig wieder nach Madrid zu überstellen. Der Befehl war nicht an den Magistrat, sondern an den königlichen Kammerjunker Don Emanuel Zapata, einen Verwandten des Grafen von Barajas, gerichtet. Dieser Umstand ermöglichte Pérez die Flucht ins Dominikanerkloster von Calatayud.
Zapata folgte Pérez zum Kloster und suchte ihn zu überreden, sich der Anordnung des Königs zu fügen. Gleichzeitig umstellte Zapata aber auch das Gebäude mit Wachen. Noch während der Verhandlungen kam Gil de Mesa von Saragossa und brachte den sofort bewilligten Akt der in Perez’ Namen beim Gericht der Manifestación eingelegten Appellation mit, so dass Pérez sich unter dem Schutz der Freiheiten Aragóns sicher wähnen konnte. Aber bald eilte der mit königlichen Vollmachten ausgestattete Alfonso Cerdan herbei, der Pérez wieder arretieren sollte. Aus Vorsicht gegenüber den Sonderrechten Aragoniens bemühte sich Cerdan zuerst um die Zustimmung des Magistrats und anschließend auch jene der Bürgerschaft von Calatayud. Nachdem er diese mehrheitlich erhalten hatte, ließ er Pérez, der sich vergeblich auf die Manifestación berief, und den Maggiorini ergreifen und beide nach Saragossa abführen. Unter dem Ruf „Contra fuero!“ verließen sie Calatayud und langten am 1. Mai 1590 in Saragossa ein.

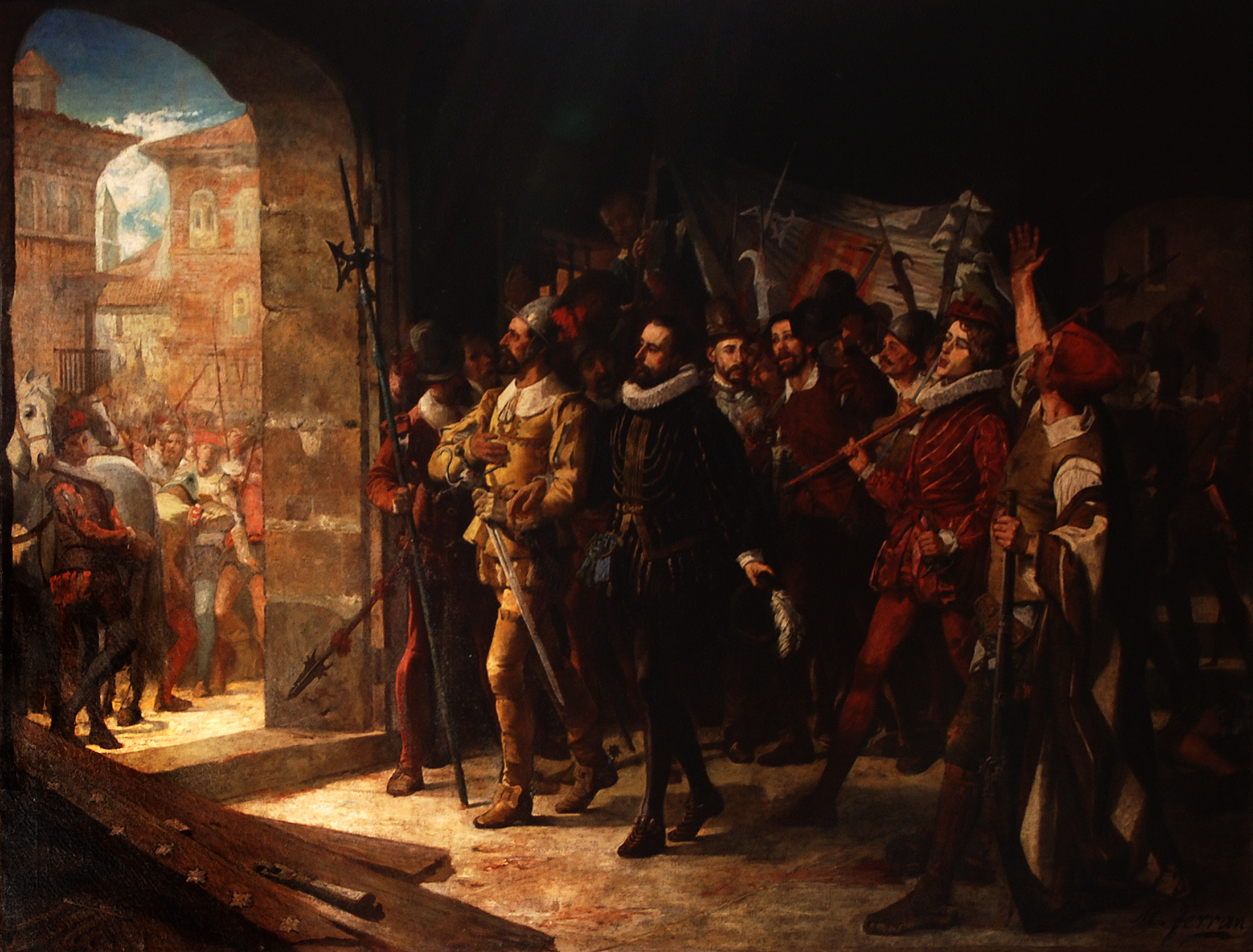
Antonio Pérez wurde 1591 vom aragonesischen Volk freigelassen.

Sofort kamen sich der von Philipp II. eingesetzte Vizekönig für Aragonien und der Justicia in Streit um die Kompetenzfrage. Bereits am 23. April hatte Philipp II. ein neues Gerichtsverfahren gegen Pérez, u. a. wegen Escobedos Ermordung, in Aragón anstrengen lassen. In Saragossa wurde Pérez in ein Gefängnis der Manifestación geführt, wo er vor dem Prozess in Kastilien geschützt war, große Freiheiten genoss, Freunde empfing und seine Verteidigung vorbereitete. Auch verbreitete er geheime Staatspapiere, die er nach Aragonien hatte schaffen können. Am 1. Juli verkündete der Richter Rodrigo Vázquez de Arce in Madrid das Todesurteil gegen Pérez, ohne dass dieser davon erfuhr. Um jeglichen Fluchtversuch von Pérez zu verhindern, ließ Íñigo de Mendoza y de la Cerda, Marquis von Almenara, ein hochrangiger Stellvertreter des Königs in Aragonien, eigenes Wachpersonal vor dem Gefängnis der Manifestación Stellung beziehen. Pérez nutzte diesen Vorgang, um ihn als Verletzung der aragonischen Souveränität darzustellen und so Unterstützung der Aragonier zu erlangen. Er beteuerte seine Schuldlosigkeit und sprach von seiner ungerechten Verfolgung durch Philipp II., der nicht minder Aragón anfeinde. Auch sei es einem freien Volk schimpflich, durch einen Vizekönig regiert zu werden, der nicht im Land geboren sei. Solche und ähnliche Behauptungen wirkten auf das reizbare Volk, und es bildete sich eine Philipps Regierung feindliche öffentliche Meinung, wozu auch junge, aufstrebende Adlige beitrugen.
Da der König einen Freispruch von Pérez fürchtete, zog er seine Anklage zurück und es wurde eine neue, ähnliche Anklage erhoben. Anfang September 1590 ließ Philipp II. als König von Aragón einen weiteren Prozess gegen Pérez eröffnen, in dem diesem vorgeworfen wurde, dass er Philipp sehr schlecht in den Aragonien betreffenden Angelegenheiten gedient habe. Pérez verteidigte sich, dass er nie für den König in derartigen Dingen tätig geworden sei. Als die Verfahren nur langsam voranschritten, suchte Philipp II. die aragonische Justiz zu umgehen und bediente sich zu diesem Zweck der Inquisition, deren Rechtsspruch Vorrang hatte, als politisches Instrument. Die Inquisition klagte Pérez wegen Häresie, Blasphemie und Sodomie an, deren er sich angeblich schuldig gemacht hatte. Es erging das Gesuch an den Justicia, als Oberhaupt der Manifestación, Pérez auszuliefern. Pérez und Maggiorini wurden am 24. Mai 1591 den Dienern der Inquisition übergeben und in den Stadtpalast Saragossas, die Aljafería, gebracht, wo sich das Gefängnis der Inquisition befand.
Die Nachricht von der Überstellung des Pérez in die Aljafería verbreitete sich rasch und verursachte Tumulte, die von Adligen wie Diego de Heredia begünstigt wurden; die Aragonier fassten nämlich diesen Akt als Verletzung ihrer Gesetze (Fueros) auf. Eine Volksmenge bestürmte das Haus des Marquis von Almenara, der im Auftrag des Königs Materialien für die Entscheidung des alten Zwistes um die Ernennung eines im Königreich nicht geborenen Vizekönigs sammeln sollte, nahm ihn gefangen und zerrte ihn zum Gefängnis, wo er nach 15 Tagen infolge der erlittenen Misshandlung am 8. Juni 1591 starb. Etwa 6000 Bewaffnete belagerten außerdem die Aljafería und drohten Gewalt auszuüben. Zur Beruhigung der Lage eilten Jaime Jimeno de Lobera, Bischof von Teruel und Vizekönig von Aragonien, ferner der Herzog von Villahermosa sowie die Grafen von Aranda und Morata herbei. Eine von den Aufrührern ungern bewilligte Ruhepause benutzten diese Herren, um die Inquisitoren zwecks Verhütung größeren Unglücks zur Übergabe von Pérez und seinem Gefährten an die wütende Menge zu bewegen. Zwei der Inquisitoren, Mendoza und Morejon, zeigten sich bereit nachzugeben, aber ihr Senior, der Lizenziat Molina de Medrano, war entschieden dagegen. Über weiteren Verhandlungen wurde es Nacht und die Bewaffneten wollten nun die Aljafería an vier Ecken anzünden. Beim Anblick der hierzu getroffenen Maßnahmen gab auch Molina seinen Widerstand auf, doch bestand er darauf, das Volk solle sich verpflichten, die beiden Gefangenen solange im Namen der Römischen Inquisition in Gewahrsam zu halten, bis ihre Rückführung ins Gefängnis der Inquisition befohlen würde. Unter Vermittlung der anwesenden Adligen konnten die Aufrührer schließlich zur Akzeptierung dieser Klausel überredet werden. Der Graf von Aranda geleitete Pérez und Maggiorini wieder in das Gefängnis der Manifestación.
Pérez betrieb nun weiterhin geschickt eine Kampagne zur Erregung einer feindseligen öffentlichen Stimmung gegen Philipp II. und die Inquisition. Unterstützung fand er u. a. bei adligen Autonomisten, diversen Klerikern und Bauern. Um sich vollends der Gerichtsbarkeit der Inquisition zu entziehen, veranstaltete Pérez durch Vermittlung von Ludwig Marano eine Konsultation von 13 Rechtsgelehrten, die einstimmig erkannten, dass die Inquisition aufgrund von Pérez’ Entführung aus dem Gefängnis der Manifestación die Fueros verletzt habe. Die Inquisitoren setzten diesem Erkenntnis Zensuren entgegen und bestimmten den 20. August 1591 als Termin für die Rückführung von Pérez und seinem Gefährten ins Gefängnis der Inquisition. Die ständischen Verordneten erklärten darauf die Zensuren für ungültig, weil sie eine den Fueros zuwiderlaufende Handlung rechtfertigen sollten. Pérez seinerseits appellierte an die ständische Gerichtsbarkeit der Siebzehn, und diese bestraften einen der Vikarien des Justicia, Juan Francisco Torralva, mit dem Verlust seines Amtes und der Verbannung, weil er erklärt hatte, die Überführung von Pérez und seinem Begleiter ins Inquisitionsgefängnis tue den Fueros keinen Eintrag. Ganz öffentlich wurden Pérez Feilen zugetragen, damit er sich im Notfall selbst befreien könne. Ebenso öffentlich verkündeten rebellische Aragonier ihre Absicht, gegen eine eventuelle Anwendung neuer Zwangsmaßregeln gegen Pérez bewaffnet einzuschreiten. Viele vornehme Bürger waren sehr beunruhigt, die städtischen Syndici erbaten vom König bewaffnete Unterstützung, die Behörden berieten auf Konferenzen über Mittel zur Aufrechterhaltung der öffentlichen Ordnung. Die loyal zum König stehenden Edelleute forderten hingegen, dass Pérez der Inquisitionsgerichtsbarkeit unterliegen solle, und führten, um der Obrigkeit in ihrer Not beizustehen, ihre Anhänger und Vasallen bewaffnet in die Stadt ein. Ein Fluchtversuch von Pérez wurde vereitelt.
Während dieser Krise starb der bereits betagte Justicia, Juan de Lanuza y Perellós, am 22. September 1591. Seine Klugheit und Mäßigung hatte wenigstens den Anschein von Ruhe und Ordnung in der vielfach bewegten Stadt aufrechterhalten. Nachfolger wurde sein Sohn Juan de Lanuza y Urrea. Nun wurde trotz der Proteste des Grafen von Aranda auf wiederholten Antrag der Inquisition der 24. September als der Tag festgesetzt, an dem die Überstellung der Gefangenen in die Aljafería stattfinden sollte. An jenem Tag wurden an verschiedenen Punkten Wachen aufgestellt, die Straßen durch Posten versperrt. Dann begab sich der Vizekönig mit seinem Gefolge zum Gefängnis, um seinen Befehlen größeren Nachdruck zu verleihen. Vor seinen Augen wurden die beiden Gefangenen durch einen Vicarius des Justicia, einen Verordneten des Königreichs und einen städtischen Geschworenen den Dienern der Inquisition übergeben. Als sie die ihnen bestimmten Wagen bestiegen, stürmte eine von Martin de Lanuza, Gil de Mesa und Juan de Torrellas angeführte Rotte auf den Markt und vertrieb die verschiedenen Truppenabteilungen. Nach Zuzug weiterer Verstärkungen wandte sich die Menge gegen die Herren vom Gefolge des Vizekönigs, die von zahlreichen vornehmen Einwohnern unterstützt den Aufrühren Widerstand entgegensetzten und wiederholte Angriffe zurückschlugen, bevor sie der Übermacht wichen. 50 Tote, darunter der Herr von Somanes, Juan Luis Moreno, Juan de Palacios, Juan de Lesola, Pedro Jerónimo Bardaji, de Zalmedina, sowie 150 Verletzte blieben zurück. Die Aufrührer lösten die Fesseln der Gefangenen und in Begleitung Tausender freudetrunkener Menschen begaben sich Pérez und Maggiorini in das Haus von Diego de Heredia.
Pérez hielt sich hier aber nicht für sicher und ritt noch an demselben Abend von dannen. In Begleitung von Mesa und drei weiteren Personen streifte er drei Tage lang im Gebirge umher. Bald kam er aber zur Überzeugung, dass die Stimmung in dieser Gegend für ihn bedrohlich war. Um wiederholten Nachstellungen zu entgehen und da er außerdem krank war, kehrte er nach Saragossa zurück, wohnte dort bei Martin de Lanuza, dem Bruder des Justicia, und bereitete sich zu regelrechtem Widerstand vor. Denn König Philipp II. hatte bereits eine kastilische Armee, die eigentlich gegen Heinrich von Navarra in Frankreich hätte kämpfen sollen, bei Ágreda nahe der aragonischen Grenze Stellung beziehen lassen. Dieses aus 12.000 Fußsoldaten und 2000 Reitern bestehende Heer stand unter dem Befehl des Feldherrn Alonso de Vargas. Viele Rebellen flüchteten angesichts dieser Gefahr nach Frankreich, Katalonien und Valencia; die standhafteren rüsteten sich aber für eine bewaffnete Auseinandersetzung. In einer vom Justicia einberufenen Beratung wurde das im Reichstagsbeschluss von 1471 von König Johann II. verliehene Privileg besprochen, laut dem die Aragonesen berechtigt seien, sich dem Andrang fremder Kriegsvölker, selbst wenn diese vom König oder Thronfolger geführt würden, zu widersetzen. Der Ausspruch der Versammlung, der zwar nicht allgemein von den Rechtsgelehrten gutgeheißen wurde, anerkannte die Anwendbarkeit des Privilegs auf den gegenwärtigen Fall. Demnach wurde Martin de Lanuza zum Heerführer bestellt, Zirkulare wurden an die Gemeinden erlassen, um ihre Mitwirkung für die Verteidigung der Vorrechte der Provinz zu fordern; ein Notarius sollte Vargas den Beschluss des Justicia übermitteln.
Mit Ausnahme von Teruel und Albarracín rüsteten die angesprochenen Gemeinden aber nicht, sondern schickten die ihnen zugesandten Briefe zusammen mit Zusagen unverbrüchlicher Treue an das Ministerium. Der Justicia und Juan de Luna führten aragonische Truppen gegen das von Alonso de Vargas befehligte, heranrückende kastilische Heer. Allerdings zerstreute sich das aragonische Heer beim Anblick der überlegenen kastilischen Streitmacht und Vargas konnte am 12. November 1591 widerstandslos in Saragossa einziehen. Zwei Tage zuvor war Pérez, in Gesellschaft des Diego de Heredia und Manuel Lope, entflohen. Der Justicia Juan de Lanuza wurde am 20. Dezember 1591 hingerichtet; zwei weitere Rebellenführer, Fernando de Gurrea y Aragón, Herzog von Villahermosa, und der Graf von Aranda starben im Gefängnis.

### Exil in Frankreich und England

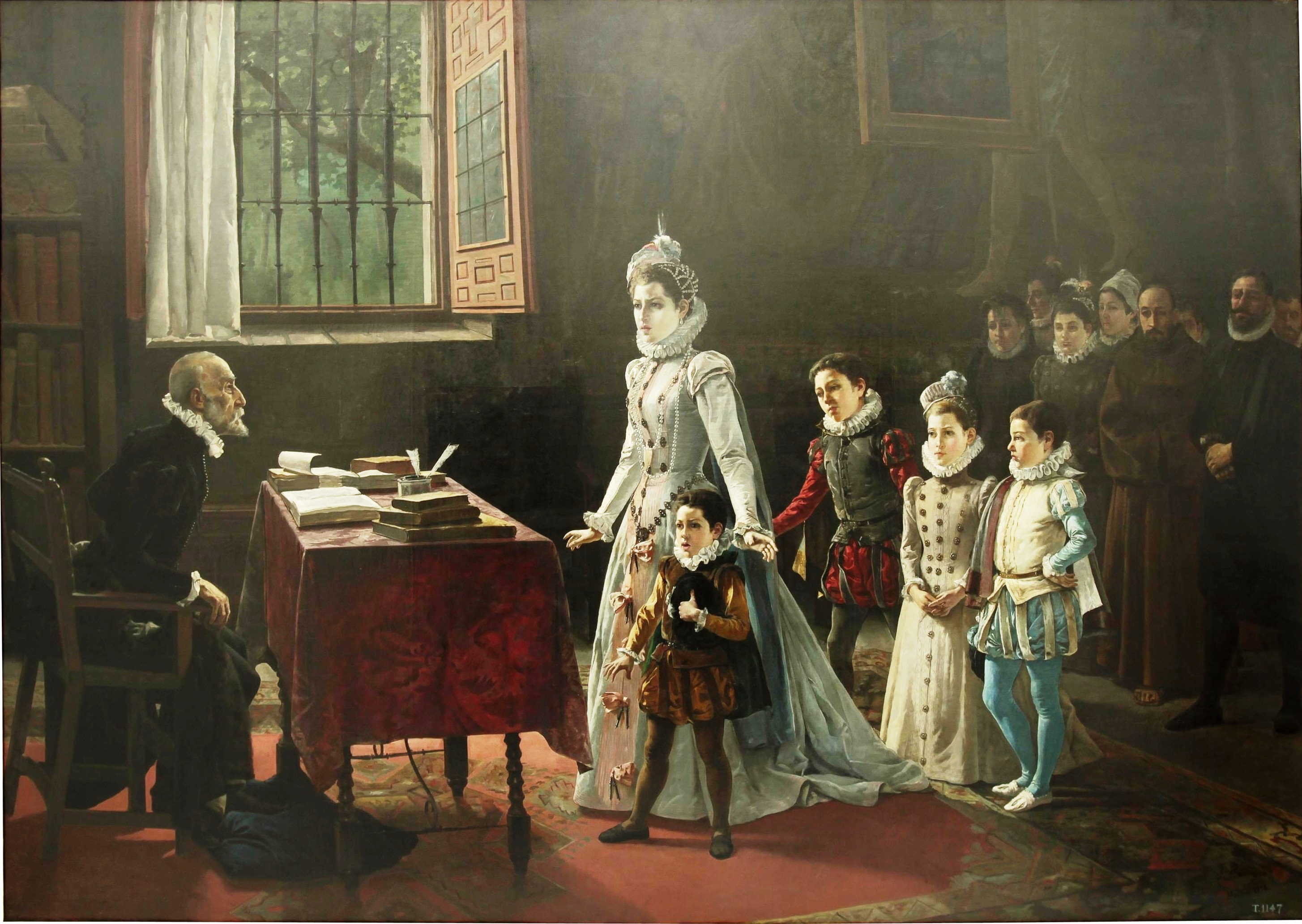
Die Kinder von Antonio Pérez vor Rodrigo Vázquez (Prado-Museum), Madrid.

Pérez, auf dessen Kopf Vargas einen Preis von 6000 Dukaten ausgesetzt hatte, befand sich derweilen in Sicherheit in Sallent, dem äußersten Grenzort von Aragón, wo er die Ergebnisse der Bemühungen von Heredia und Ayerbe abwartete, in den Pyrenäen eine Insurrektion zu erregen. Bald aber büßten die beiden ihr Vorgehen mit dem Leben. Pérez entsandte nun seinen Getreuen, den Fähnrich Mesa, mit einem Schreiben an die Prinzessin Catherine de Bourbon, die Schwester des französischen Königs Heinrich IV. In der Nacht des 23. auf den 24. November 1591 überquerte er selbst die Grenze und traf am 26. November in Pau ein. Seine entschiedene Feindschaft gegen König Philipp II. sicherte ihm hier eine günstige Aufnahme durch die Prinzessin Catherine. Er erhielt eine Pension von 4000 Talern, die später um 1000 Taler vermindert wurde.
Anfang 1592 wurde Pérez von der spanischen Inquisition in Abwesenheit als Ketzer zum Tod verurteilt und die Einziehung seiner Güter angeordnet. Sein Bildnis wurde während eines am 20. Oktober 1592 in Saragossa abgehaltenen Autodafé verbrannt, bei dem 79 Personen ums Leben kamen. Mit anderen spanischen Exilanten plante Pérez im Februar 1592 einen Einfall in Aragonien mit Hilfe einer ihm von Heinrich IV. zur Verfügung gestellten kleinen Armee von einigen Hundert Hugenotten. Dieser Invasionsversuch schlug indessen fehl. Pérez traf dann in Tours mit Heinrich IV. zusammen, von dem er ebenfalls zuvorkommend empfangen wurde. Ende 1592 berief Philipp II. die aragonischen Cortes in Tarazona ein, um die aragonische Verfassung nach seinem Willen umzugestalten.
Zu Beginn des Jahres 1593 besuchte Pérez England, hielt sich dort in London auf, machte aber auf Königin Elisabeth I. keinen Eindruck. Er wurde ein vertrauter Freund von Francis Bacon und befand sich auch häufig in Gesellschaft von Robert Devereux, 2. Earl of Essex. 1594 veröffentlichte er unter dem Pseudonym Raphael Peregrino seine als Pedacos de Historia o Relaciones betitelten Memoiren, die dem Earl von Essex gewidmet waren und wesentlich zur antispanischen Propaganda und zur „Schwarzen Legende“ über Philipp II. beitrugen. Noch im gleichen Jahr wurde Perez’ Schrift ins Holländische übersetzt und erregte in Europa viel Aufsehen. Philipp II. war darüber sehr verärgert, und die spanische Regierung initiierte mehrere fehlgeschlagene Attentate auf Pérez. So wurden 1594 zwei Iren, Patrick O’Collun und John Annias, in England ergriffen und zwar wegen angeblicher Verschwörung zur Tötung der Königin hingerichtet, doch hatten sie anfangs nur gestanden, Pérez ermorden zu wollen. Im August 1595 kehrte Pérez auf Wunsch Heinrichs IV. nach Frankreich zurück und kam am 10. September nach Paris, wo er günstig empfangen wurde. Er suchte die englischen und französischen Herrscher durch immer neue Projekte zum Einfall in Spanien zu bewegen.
Im Mai 1596 wurde Pérez wieder nach England zu Königin Elisabeth I. geschickt, die über militärische Erfolge der Spanier in Flandern beunruhigt war und sich zu einer härteren Gangart gegenüber Philipp II. entschloss. Da aber sein Freund und Schutzherr, der Earl von Essex, nicht anwesend war, konnte Pérez nicht am Vertrag vom 10. Mai 1596 mitwirken, der eine englisch-französische Defensiv- und Offensivallianz festschrieb. So hielt sich Pérez nur kurzzeitig in England auf. Heinrich IV. wählte sich ihn als wichtigen Berater und gestand ihm im Januar 1597 zusätzlich zur Pension weitere Gratifikationen zu. Pérez forderte auch, dass zwei Schweizer Soldaten für seinen Schutz sorgen sollten. Er bemühte sich intensiv, die Kooperation mit England aufrechtzuerhalten. Sully war dem exilierten Spanier weniger gewogen als der König. Nach der Wiedereroberung von Amiens (September 1597) durch die Franzosen suchte der bereits 70-jährige Philipp II. den Ausgleich mit Frankreich und schloss den Frieden von Vervins (Mai 1598). Dies schwächte die Position von Pérez, der in seiner Korrespondenz mit seinen Londoner Freunden öfters indiskret gewesen war. Seitdem hielt der französische König den flüchtigen Spanier für suspekt, traf sich nicht mehr mit ihm, hörte auch nicht mehr auf dessen Ratschläge und warf ihm vor, in nach England adressierten Briefen französische Staatsangelegenheiten zu erörtern. Pérez suchte sich zu rechtfertigen, gab vor krank zu sein und verließ zwei Monate sein Appartement nicht. Von Frankreich und England fallengelassen versuchte er die Voraussetzungen für seine Rückkehr nach Spanien zu schaffen, indem er Heinrich IV. bat, dass dieser vom spanischen König seine Begnadigung fordern solle. Allerdings kam Heinrich IV. diesem Wunsch nicht nach.
Nach dem Tod Philipps II. im September 1598 wurden Perez’ Frau und Kinder, die noch immer in Madrid inhaftiert waren, freigelassen. Ebenfalls 1598 brachte Pérez auch die definitive Version seiner Relaciones heraus. Der neue spanische König Philipp III. pardonierte jene Aragonier, die in die Unruhen von 1591 verwickelt gewesen waren, und gab den betroffenen Familien ihre konfiszierten Güter zurück. Nun hoffte auch Pérez seine Begnadigung durch Philipp III. zu erreichen, um in sein Geburtsland zurückkehren zu können, doch blieben seine Bemühungen erfolglos. Es wurde ihm nicht verziehen, dass er Angriffe auf Spanien geplant und Bücher gegen Philipp II. geschrieben hatte. Am französischen Hof fühlte er sich unbehaglich und beschwerte sich nicht grundlos, dass ihm die von Heinrich IV. bewilligte Pension nur unregelmäßig ausbezahlt wurde. Der französische König befahl Sully, Pérez mehrere Tausend Taler zu überweisen, doch befand sich der Spanier auch weiterhin in Geldverlegenheit. Als nach dem Tod Elisabeths I. 1603 Friedensverhandlungen zwischen ihrem Nachfolger Jakob I. und Philipp III. begannen, glaubte Pérez eine günstige Gelegenheit gekommen, und im Vertrauen auf seine ihm verbliebenen Londoner Freunde begab er sich in der Hoffnung nach England, den spanischen Interessen dienen zu können. Unklugerweise hatte er auf die ihm von Heinrich IV. bewilligte Pension verzichtet, musste aber in London erfahren, dass König Jakob seine offiziöse Vermittlung missfiel. Der englische Monarch wollte ihn nicht empfangen, und der unglückliche Pérez kehrte nach Frankreich zurück und bat demütig, aber vergeblich um die Wiedergewährung seiner Pension.
Pérez schrieb vermehrt Briefe, in denen er um Erlaubnis für seine Rückkehr nach Spanien ersuchte; seine gesamten Ressourcen seien verbraucht; doch stießen seine Bitte nur auf Ablehnung. Er suchte sich durch das Verfassen diverser Schriften abzulenken. 1608 erhielt er noch einen Besuch von seinem ältesten Sohn. Seine letzten Jahre verlebte er vereinsamt und in Vergessenheit geraten. Er wurde gebrechlich und konnte sein Haus nicht mehr verlassen. Im November 1611 starb er im Alter von etwa 72 Jahren in Paris. Sein Leichnam wurde in einem Kloster beigesetzt, das während der Französischen Revolution zerstört wurde, wonach seine sterblichen Überreste unauffindbar blieben. 1615 wurde sein Andenken auf beharrliches Betreiben seiner Gattin und Söhne in Spanien rehabilitiert und seine Verurteilung als Ketzer aufgehoben. Auch seine Kinder erhielten ihre Stellung und Rechte als spanische Adlige zurück. Juana Coello starb aber bereits 1615.
Pérez’ Obras y relaciones, die 1598 in Paris erschienen waren, wurden u. a. 1624 in Paris und 1631 in Genf neu herausgegeben. In den Obras behandelt er neben seiner Lebensgeschichte auch verschiedene Gegenstände der Politik und Staatswissenschaft. Seine Briefe sind teils an seine Gattin und Kinder, teils an verschiedene Freunde gerichtet. Eine französische Übersetzung der Werke von Pérez lieferte Dalibray (Œuvres amoureuses et politiques de Pérez, Paris 1641). Die Bibliothek in Paris bewahrt handschriftliche Briefe von Pérez an den Connétable Henri I. de Montmorency auf. In der Mitte des 19. Jahrhunderts trugen die Werke von Bermudez de Castro (Antonio Pérez secretario de estado del rey Felipe II, Madrid 1841) und François-Auguste Mignet (Antonio Perez et Philippe II, Paris 1845) Wesentliches zur Erhellung der Biographie von Pérez bei. Gregorio Marañón veröffentlichte 1947 eine Biographie von Pérez und ferner im gleichen Jahr das dokumentarische Werk Los procesos de Castilla contra Antonio Pérez. Beide Bücher wurden 1970 gemeinsam als 6. Band von Marañóns Gesamtwerk neu herausgegeben. Diese beiden Arbeiten stellen wohl die umfassendste Darstellung von Pérez’ Leben und die gegen ihn nach seinem Sturz geführten Gerichtsverfahren dar.

## Rezeption
Karl Gutzkow benutzte Pérez’ Schicksal als Gegenstand seines Dramas Philipp und Pérez, das aber ein falsches Bild von Pérez entwirft.